# Tomentella lapida
Tomentella lapida är en svampart som först beskrevs av Christiaan Hendrik Persoon, och fick sitt nu gällande namn av Stalpers 1984. Tomentella lapida ingår i släktet Tomentella och familjen Thelephoraceae.  Arten är reproducerande i Sverige. Inga underarter finns listade i Catalogue of Life.